# Chemia jądrowa
Chemia jądrowa – dział chemii poświęcony badaniom własności oraz przemian chemicznych i jądrowych nuklidów. Tematyka chemii jądrowej nie jest ściśle zdefiniowana; obejmuje budowę i trwałość jąder atomowych, ich przemiany naturalne (na Ziemi, w gwiazdach i w przestrzeni kosmicznej) i sztuczne, syntezę nowych pierwiastków, syntezę, rozdział i wpływ izotopów na przebieg reakcji chemicznych, radiometrię, zagadnienia związane z energetyką jądrową oraz innymi zastosowaniami nuklidów promieniotwórczych (np. radioterapię, georadiochemię i radiogeologię).
Wydzielonymi działami chemii jądrowej są radiochemia i chemia radiacyjna.